# Franco Sancassani
Franco Sancassani (Lecco, 12 de abril de 1974) es un deportista italiano que compitió en remo. Su hermana Elisabetta compitió en el mismo deporte.
Ganó doce medallas en el Campeonato Mundial de Remo entre los años 1995 y 2011, y una medalla de oro en el Campeonato Europeo de Remo de 2010.
Participó en los Juegos Olímpicos de Sídney 2000, ocupando el cuarto lugar en la prueba de cuatro sin timonel ligero.

## Palmarés internacional
| Campeonato Mundial | Campeonato Mundial          | Campeonato Mundial | Campeonato Mundial      |
| Año                | Lugar                       | Medalla            | Prueba                  |
| ------------------ | --------------------------- | ------------------ | ----------------------- |
| 1995               | Tampere (Finlandia)         | Medalla de bronce  | Cuatro scull ligero     |
| 1996               | Motherwell (Reino Unido)    | Medalla de oro     | Cuatro scull ligero     |
| 1997               | Aiguebelette (Francia)      | Medalla de oro     | Cuatro scull ligero     |
| 1998               | Colonia (Alemania)          | Medalla de oro     | Cuatro scull ligero     |
| 1999               | St. Catharines (Canadá)     | Medalla de oro     | Cuatro scull ligero     |
| 2000               | Zagreb (Croacia)            | Medalla de plata   | Cuatro scull ligero     |
| 2002               | Sevilla (España)            | Medalla de plata   | Dos sin timonel ligero  |
| 2004               | Bañolas (España)            | Medalla de oro     | Cuatro scull ligero     |
| 2006               | Eton (Reino Unido)          | Medalla de oro     | Ocho con timonel ligero |
| 2008               | Ottensheim (Austria)        | Medalla de oro     | Cuatro scull ligero     |
| 2009               | Poznań (Polonia)            | Medalla de oro     | Cuatro scull ligero     |
| 2011               | Bled (Eslovenia)            | Medalla de oro     | Cuatro scull ligero     |
| Campeonato Europeo |                             |                    |                         |
| Año                | Lugar                       | Medalla            | Prueba                  |
| 2010               | Montemor-o-Velho (Portugal) | Medalla de oro     | Cuatro scull ligero     |